# Посёлок Скарлахта (платформа)
Посёлок Скарлахта - железнодорожная платформа ведомственной Заонежской железной дороги, в 3 км. к западу от станции Скарлахта. Была открыта в 1980-е годы. Состояние на 2025 год станция  не действует и заброшена

## История
В начале 1970-х годов велось строительство железнодорожной линии к западу от Иксы. К концу 1970-х годов линия была достроена до Скарлахты, а в 1980-х годах велось строительство участка Скарлахта - Янгоры между ней и Иксой появились промежуточная станция Озёрный и платформы Посёлок Скарлахта и Плотичье. Платформа предназначалась для обслуживания посёлка Скарлахта, а грузовая станция появилась в 1980 году в трёх километрах к востоку от платформы. После распада СССР остановочный пункт продолжил работу, несмотря на то, что большинство населённых пунктов западнее Скарлахты выселялись.

## Описание станции
Остановочный пункт состоит из 1 пути, по которому осуществляется движение поездов (перегон Скарлахта - Янгоры). На остановочном пункте имеется низкая бетонная посадочная платформа и деревянный павильон для ожидания поезда.

## Деятельность
Остановочный пункт предусмотрен для остановки пассажирского поезда Икса - Янгоры. Грузовая работа не предусмотрена. Поезд Янгоры - Икса стоит на платформе 1,5 часа, так как тепловоз, ведущий поезд, в одиночку выполняет манёвровую работу в Скарлахте.